# Argyresthia goedartella
Argyresthia goedartella — вид лускокрилих комах родини аргірестіїд (Argyresthiidae).

## Поширення
Вид поширений в Європі та Північній Америці. Присутній у фауні України.

## Опис
Розмах крил 10-13 мм. Передні крила яскраво-золотистого кольору з білими смугами, задні крила коричневі. Голова кремова із золотистими лусочками та білими антенами. Черево сіре, ноги - світло-коричневі.

## Спосіб життя
Метелики літають з травня по жовтень. Личинки живляться листям берези та вільхи. Зимують гусениці у бруньках. Навесні вони заляльковуються у тріщинах кори дерева.